# بهزاد امیری
بهزاد امیری (زاده ۵ اسفند ۱۳۷۰ در شهرضا) تکواندوکار و یکی از اعضای تیم ملی تکواندو ناشنوایان ایران است. او به عنوان کاپیتان تیم ملی کار خود را دنبال می‌کند. امیری در خانواده‌ای ورزشی چشم به جهان گشوده و مادر و خواهر هم تکواندوکار بوده‌اند.
او دارای مدرک مربیگری درجه ۳ بین‌المللی است و مدرک داوری درجه یک کیوروگی، درجه ۲ پومسه و درجه ۳ هان مادانگ را هم دارد. بهزاد امیری همچنین در حال حاضر به عنوان رئیس انجمن تکواندو ناشنوایان استان اصفهان مشغول به فعالیت است.
امیری در کارنامه خود سابقه قهرمانی در مسابقات آسیایی و جهانی را دارد و در تازه‌ترین افتخار خود توانست در بازی‌های ناشنوایان آسیا و اقیانوسیه که در سال ۲۰۲۳ به میزبانی قرقیزستان برگزار شد به مقام قهرمانی برسد و مدال طلا را از آن خود کرد.

## افتخارات
- مدال طلا مسابقات تکواندو بازی‌های ناشنوایان آسیا و اقیانوسیه (تایوان ۲۰۱۵)[۱۲][۱۳][۱۴]
- مدال برنز مسابقات تکواندو المپیک ناشنوایان (ترکیه ۲۰۱۷)[۱۵]
- مدال طلا مسابقات جهانی تکواندو ناشنوایان (ایران ۲۰۲۱)[۱۶][۱۷]
- مدال برنز مسابقات تکواندو المپیک ناشنوایان (برزیل ۲۰۲۱)[۱۸][۱۹][۲۰]
- مدال طلا مسابقات تکواندو بازی‌های ناشنوایان آسیا و اقیانوسیه (قرقیزستان ۲۰۲۳)[۲۱][۲۲][۲۳]